# I Am Kloot (album)
I Am Kloot – drugi, studyjny album grupy I Am Kloot, wydany 15 września 2003 roku.
Płyta zdobyła bardzo dobre recenzje, również w polskiej prasie (Teraz Rock, Muza), i znalazła się w pierwszej setce (na miejscu 68) w notowaniach UK Albums Chart. Marcin Tercjak określił ten album jako „zestaw kilkunastu zabójczych piosenek zbudowanych z desperacji i nostalgii”.
Album I Am Kloot ukazał się nakładem wytwórni The Echo Label (część Chrysalis Group) w postaci płyty gramofonowej 12" (w kolorach czarnym i białym) i płyty CD.
25 stycznia 2005 płyta ta została pierwszym albumem grupy I Am Kloot wydanym w Stanach Zjednoczonych. W marcu 2005 zespół odbył swoją pierwszą trasę koncertową po tym kraju. 

## Lista utworów
| 0.  | „Deep Blue Sea”                         | 3:57  |
|     | utwór ukryty w tzw. pregapie wydania CD |       |
| 1.  | „Untitled #1”                           | 4:18  |
|     |                                         |       |
| 2.  | „From Your Favourite Sky”               | 2:46  |
|     |                                         |       |
| 3.  | „Life in a Day”                         | 2:47  |
|     |                                         |       |
| 4.  | „Here for the World”                    | 3:26  |
|     |                                         |       |
| 5.  | „A Strange Arrangement of Colour”       | 2:43  |
|     |                                         |       |
| 6.  | „Cuckoo”                                | 3:21  |
|     |                                         |       |
| 7.  | „Mermaids”                              | 3:39  |
|     |                                         |       |
| 8.  | „Proof”                                 | 2:46  |
|     |                                         |       |
| 9.  | „Sold as Seen”                          | 2:56  |
|     |                                         |       |
| 10. | „Not a Reasonable Man”                  | 3:06  |
|     |                                         |       |
| 11. | „3 Feet Tall”                           | 3:04  |
|     |                                         |       |
| 12. | „The Same Deep Water as Me”             | 4:11  |
|     |                                         |       |
|     |                                         | 43:00 |
|     |                                         |       |
Autorem wszystkich piosenek jest John Bramwell.

## Single
(źródła:)

(wyłączając wydania promocyjne)

| tytuł                     | wytwórnia      | format, nr katalogowy        | data i miejsce wydania | lista utworów | notowania             | inne |
| ------------------------- | -------------- | ---------------------------- | ---------------------- | --- | --------------------- | --- |
| „Untitled #1”             | The Echo Label | płyta gramofonowa 7", ECS134 | 24 marca 2003          | A. „Untitled #1” B. „The Mermen” | UK Singles Chart: 101 | Singel wydano w nakładzie 1 tys. egzemplarzy. Na stronie A płyty wytłoczono wielkimi literami napis „I'm your dad, I'm on smack, here's a quid, get the chips in. B.G.”, co można przetłumaczyć jako „Jestem twoim tatusiem, jestem na fali, to jest 5 funtów, daj mi żeton do gry. B.G.”. |
| „Life in a Day”           | The Echo Label | płyta gramofonowa 7", ECS140 | 9 czerwca 2003         | A. „Life in a Day” B. „This House Is Haunted” | UK Singles Chart: 43  | Limitowana edycja z autografami. |
| „Life in a Day”           | The Echo Label | CDS, ECSCD140                | 9 czerwca 2003         | 1. „Life in a Day” 2. „This House Is Haunted” 3. „Cinders” | UK Singles Chart: 43  | |
| „Life in a Day”           | The Echo Label | CDS, ECSCD140X               | 9 czerwca 2003         | 1. „Life in a Day” 2. „Deep Blue Sea” 3. „By Myself” 4. „Life in a Day” (teledysk)                                                                                  | UK Singles Chart: 43  | |
| „3 Feet Tall”             | The Echo Label | płyta gramofonowa 7", ECS143 | 8 września 2003        | A. „3 Feet Tall” B. „From Your Favourite Sky, John Peel Session” | UK Singles Chart: 46  | Na okładkach znajdują się dwie tańczące dziewczyny, przypominające te z grupy tanecznej El Troupe, która wystąpiła w teledysku do utworu „3 Feet Tall”. |
| „3 Feet Tall”             | The Echo Label | CDS, ECSCD143                | 8 września 2003        | 1. „3 Feet Tall” 2. „From Your Favourite Sky, John Peel Session” 3. „A Strange Arrangement of Colour (Live)”                                                        | UK Singles Chart: 46  | Na okładkach znajdują się dwie tańczące dziewczyny, przypominające te z grupy tanecznej El Troupe, która wystąpiła w teledysku do utworu „3 Feet Tall”. |
| „3 Feet Tall”             | The Echo Label | CDS, ECSCD143X               | 8 września 2003        | 1. „3 Feet Tall” 2. „Monkeys” 3. „Big Tears” 4. „3 Feet Tall” (teledysk)                                                                                            | UK Singles Chart: 46  | Na okładkach znajdują się dwie tańczące dziewczyny, przypominające te z grupy tanecznej El Troupe, która wystąpiła w teledysku do utworu „3 Feet Tall”. |
| „From Your Favourite Sky” | The Echo Label | Download                     | 21 marca 2004          | 1. „From Your Favourite Sky” 2. „Life in a Day (Live)” 3. „Not a Reasonable Man (Live)” 4. „From Your Favourite Sky (Live)”                                         |                       | |
| „From Your Favourite Sky” | The Echo Label | CDS, ECSCD138                | 22 marca 2004          | 1. „From Your Favourite Sky” 2. „This House Is Haunted” 3. „Cinders” 4. „Deep Blue Sea” 5. „By Myself”                                                              |                       | Nakład limitowany. |
| „From Your Favourite Sky” | The Echo Label | CDS                          | 22 marca 2004          | 1. „From Your Favourite Sky” 2. „Life in a Day (Live)” 3. „Not a Reasonable Man (Live)” 4. „From Your Favourite Sky (Live)” 5. „From Your Favourite Sky” (teledysk) |                       | |
| „Proof”                   | The Echo Label | Download                     | 21 czerwca 2004        | 1. „Proof” 2. „Junk Culture” 3. „Same Deep Water as Me (live at the Ritz- Manchester)” 4. „Proof” (teledysk)                                                        |                       | Osobny artykuł: Proof (singel) . |

## Teledyski
- „Life in a Day” – reż. Krishna Stott, 2003
- „3 Feet Tall” – reż. Sam Brown, 2003, wideoklip z udziałem manchesterskiej żeńskiej grupy tanecznej El Troupe
- „From Your Favourite Sky” – reż. Krishna Stott, 2004
- „Proof” – reż. Krishna Stott, 2004, w wideoklipie wystąpił Christopher Eccleston

## Twórcy
(źródła:)

### Instrumenty
- John Bramwell
- Andy Hargreaves
- Peter Jobson

oraz
- Tony Gilfellon (Indigo Jones[28]) – dodatkowa gitara w utworze 11 („3 Feet Tall”)
- Bob Sastry – róg w utworze 12 („The Same Deep Water as Me”)
- Isabelle Dunn (Izzi Dunn) – wiolonczela w utworze 12 oraz w „Deep Blue Sea”
- Amanda Drummond – skrzypce w utworze 12 oraz w „Deep Blue Sea”
- Stella Page i Prabjote Osahn – altówki w utworze 12 oraz w „Deep Blue Sea”

### Produkcja i miksowanie
- Chris Potter (znany ze współpracy z The Verve i Richardem Ashcroftem) – produkcja utworów 2,5-10; dodatkowa produkcja utworów 1,4,11,12; miksowanie utworów 1,2,4-12
- Scott Alexander i Julian Gaskell (Indigo Jones[28]) – produkcja utworów 1,11
- Keir Stewart (The Durutti Column) – produkcja utworów 4,12
- Ian Broudie (The Lightning Seeds) – produkcja utworu 3 oraz „Deep Blue Sea”[29]
- Cenzo Townshend  – miksowanie utworu „Deep Blue Sea”[29]

- Jon Gray – inżynieria w utworze 3 oraz w „Deep Blue Sea”[29]
- Dom Morley – inżynieria w utworach 2,5-10; dodatkowa inżynieria w utworach 1,4,11,12
- Mel Wesson – programowanie w utworach 2,6,9,10,12
- Richard Robson – dodatkowe programowanie w utworach 1-12

### Oprawa graficzna
- art direction – studio graficzne Big Active i I Am Kloot
- Maud Larsson – portrety (fotografie) członków zespołu
- Phil Knott – zbiorowe zdjęcie zespołu
- Kate Gibb – serigrafia